# Мельник Петро Степанович
Петро́ Степа́нович Ме́льник (нар. 11 листопада 1948) — український військовий лікар, був директором Департаменту охорони здоров'я Міністерства оборони України у 2006—2008 роках та пізніше Військово-медичного управління МО України у 2009 році, генерал-майор медичної служби.

## Життєпис
Народився 11 листопада 1948 року в селі Клембівка Ямпільського району Вінницької області.
У 1977 році закінчив військово-медичний факультет при Саратовському медичному інституті за фахом «лікувально-профілактична справа». До армійських лав став 1977 року. Пройшов шлях від начальника лазарету медичного пункту окремого батальйону аеродромно-технічного забезпечення авіаційного полку до начальника медичної служби Повітряних Сил ЗС України — начальника Військово-медичного центру Повітряних Сил ЗС України.
9 листопада 2005 року Петрові Мельнику присвоєно ступінь доктора медичних наук на підставі рішення невідомої міжнародної атестаційної ради в Російській Федерації (не Вищою атестаційною комісією Міносвіти РФ, яка визнається в Україні). Диплом за № 000149.
У червні 2006 року призначений директором Департамент охорони здоров'я Міністерства оборони України який очолював до кінця 2008 року.
У 2009 році став керівником новоствореного Військово-медичного управління Міністерства оборони, який був розформований до кінця того ж року.
У 2010 році на нетривалий час знову очолив Військово-медичний центр у Вінниці. У тому ж році звільнений з лав Збройних Сил.

## Нагороди
Відзначений орденом Богдана Хмельницького III ступеня (2004) та іншими медалями і відзнаками